# Siarhei Gaidukèvitx
Siarhei Gaidukèvitx (Minsk, 8 de setembre de 1954) és un polític belarús. Ha estat candidat del Partit Liberal Democràtic a les eleccions presidencials de 2001, 2006 i 2015. Va ser derrotat en tots els intents, ja que Aleksandr Lukaixenko va obtenir una aclaparadora majoria de vots en cada ocasió. Gaidukévitx té educació militar superior i va servir com a oficial en les forces armades. Més tard, va ser un funcionari governamental associat a diverses qüestions militars.